# 土浦站

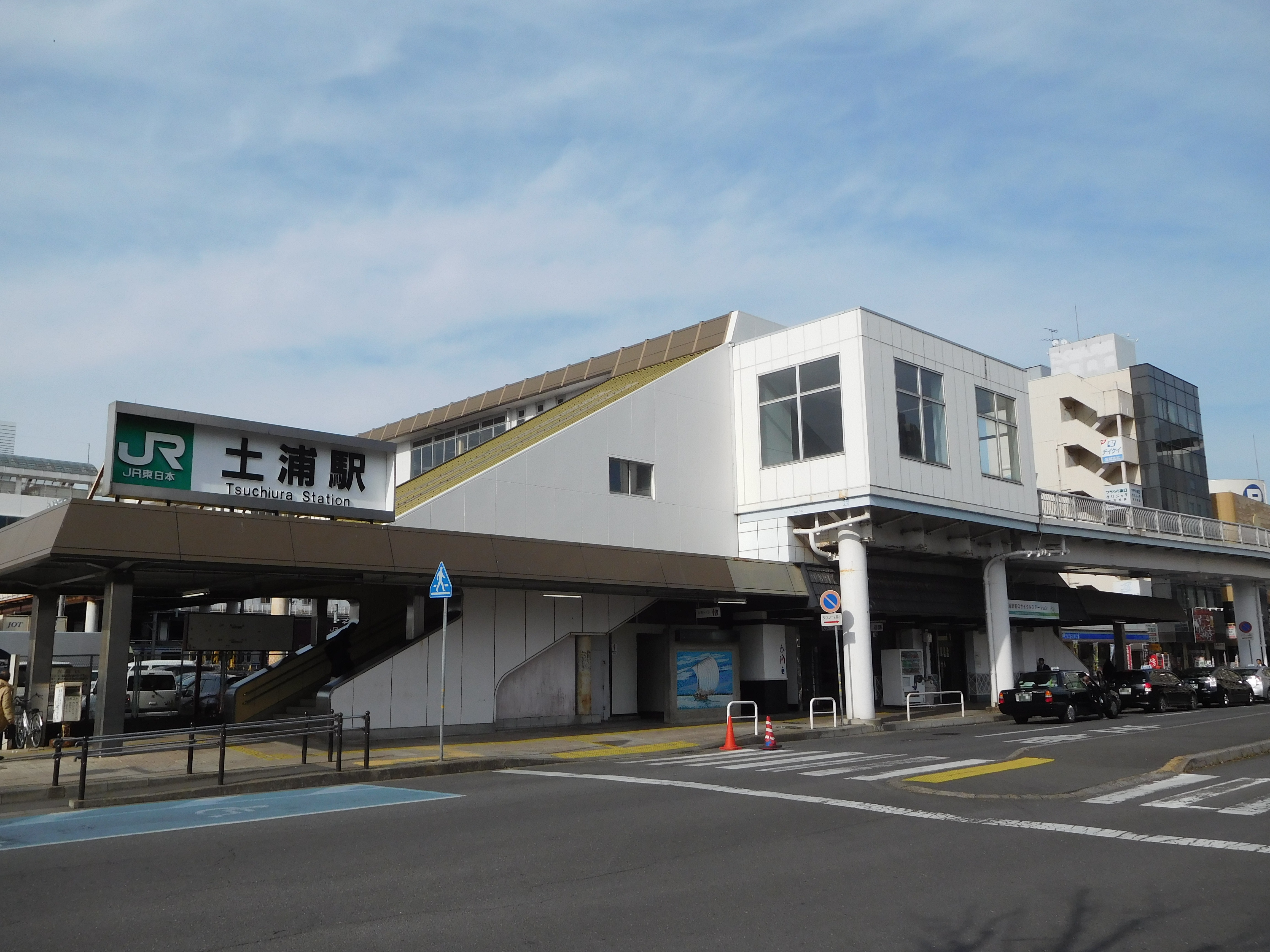
东口（2008年4月29日）

土浦站（日语：／ Tsuchiura eki */?）位于茨城县土浦市，是东日本旅客铁道（JR東日本）和日本货物铁道（JR货物）管辖的鐵路車站。

## 历史
- 1895年11月4日 - 作为日本铁道土浦线车站投入运营。
- 1909年10月12日 - 线路名制定，归属常磐线。
- 1918年4月17日 - 筑波铁道筑波线土浦至筑波间开通。
- 1928年3月22日 - 常南电气铁道根崎至土浦区间贯通，土浦站前可换乘。
- 1938年2月28日 - 常南电气铁道停止营业。
- 1943年10月26日 - 发生站内列车冲突事故，造成110人死亡，107人受伤。
- 1965年6月1日 - 常总筑波铁道与鹿岛参宫铁道合并组成关东铁道。成为关东铁道筑波线[2]
- 1979年4月1日 - 关东铁道筑波线独立为筑波铁道[2]。
- 1983年
  - 2月17日 - 第三代上跨式站房竣工。
  - 4月 - WING开业。
- 1986年11月1日 - 停止办理行李托运业务。
- 1987年4月1日 - 筑波铁道废弃。国铁分割民营化后成为JR东日本和JR货物车站。
- 1995年8月1日 - 设置自动闸机。
- 2001年
  - 10月19日 - JR货物车站开始在到发线装卸货物
  - 11月18日 - 本站支持使用Suica。
- 2008年7月13日 - 站房WING停止营业。

## 车站结构
侧式站台1台1线与岛式站台1台2线构成的地上车站。I道为下行正线，II道为上行正线，3道为上行侧线，用于待避。
直营站，管理站。管理荒川冲站至神立站区间各站。

### 站台配置
| 站台 | 路线    | 方向 | 目的地                                      |
| ---- | ------- | ---- | ------------------------------------------- |
| 1    | ■常磐線 | 下行 | 水户、日立、磐城方向                        |
| 2、3 | ■常磐線 | 上行 | 我孙子、上野、東京、品川方向 （上野东京线） |

（來源：JR東日本:車站構內圖 （页面存档备份，存于））

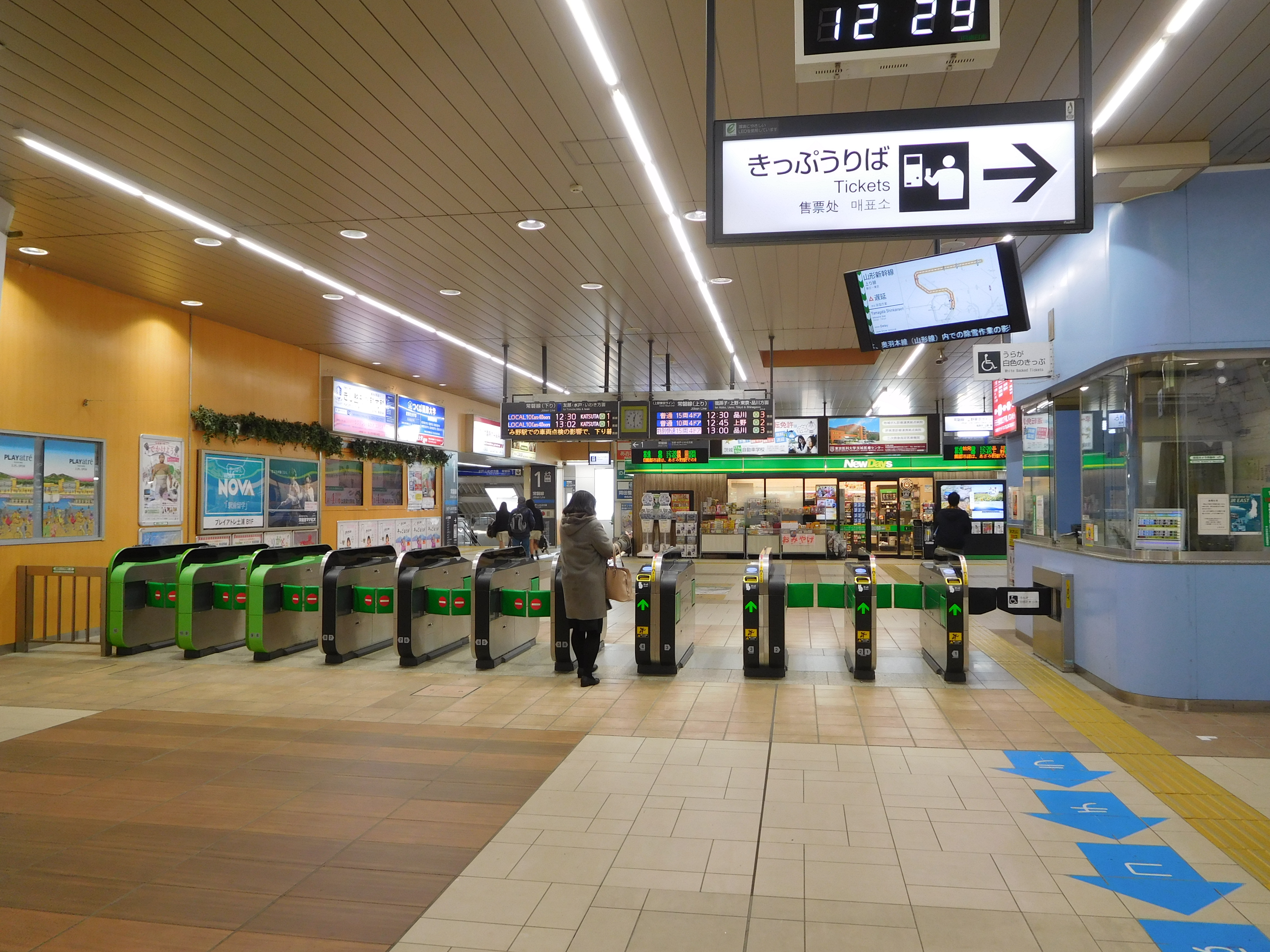
检票口（2019年1月）
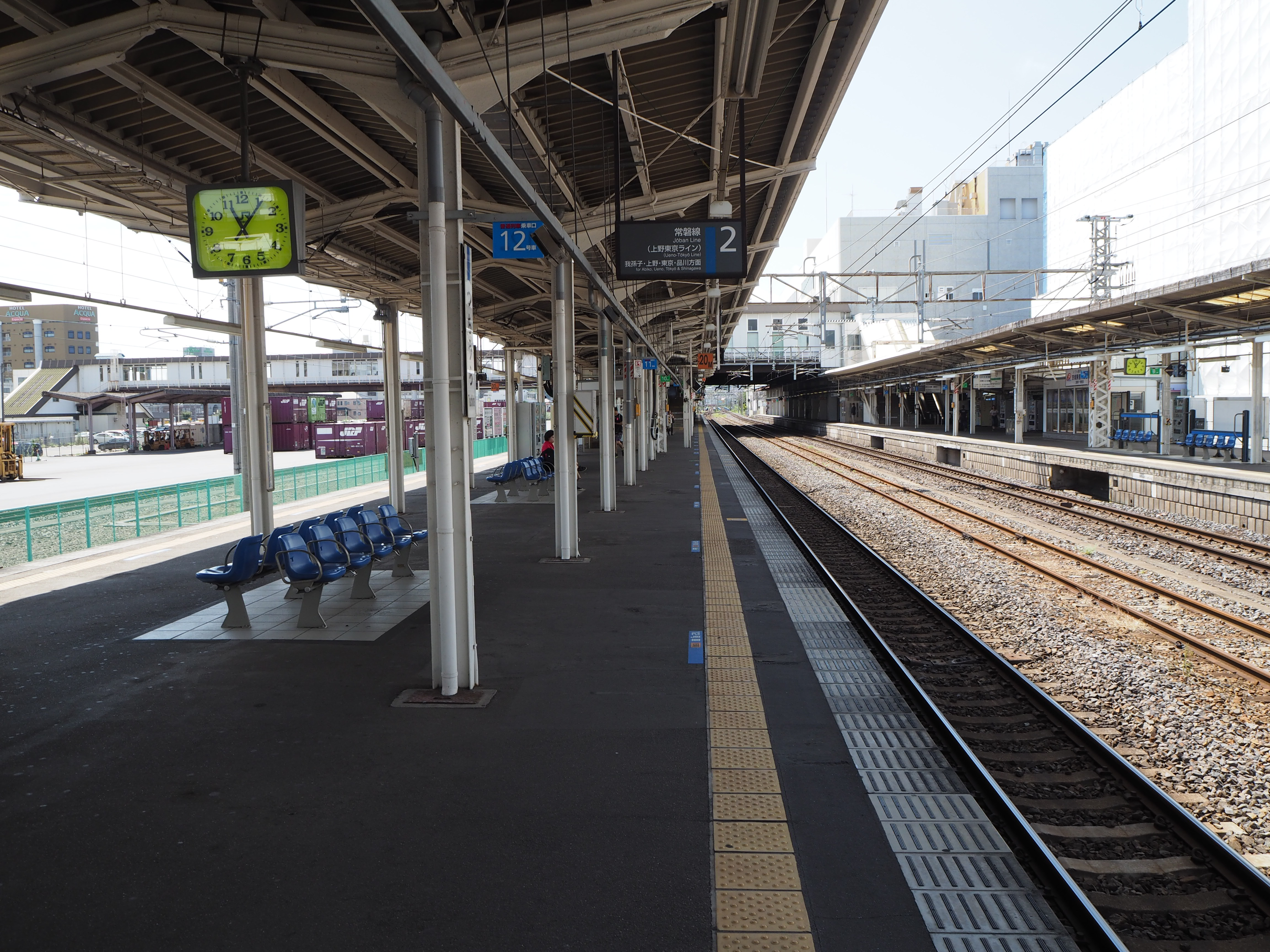
站台（2016年9月）
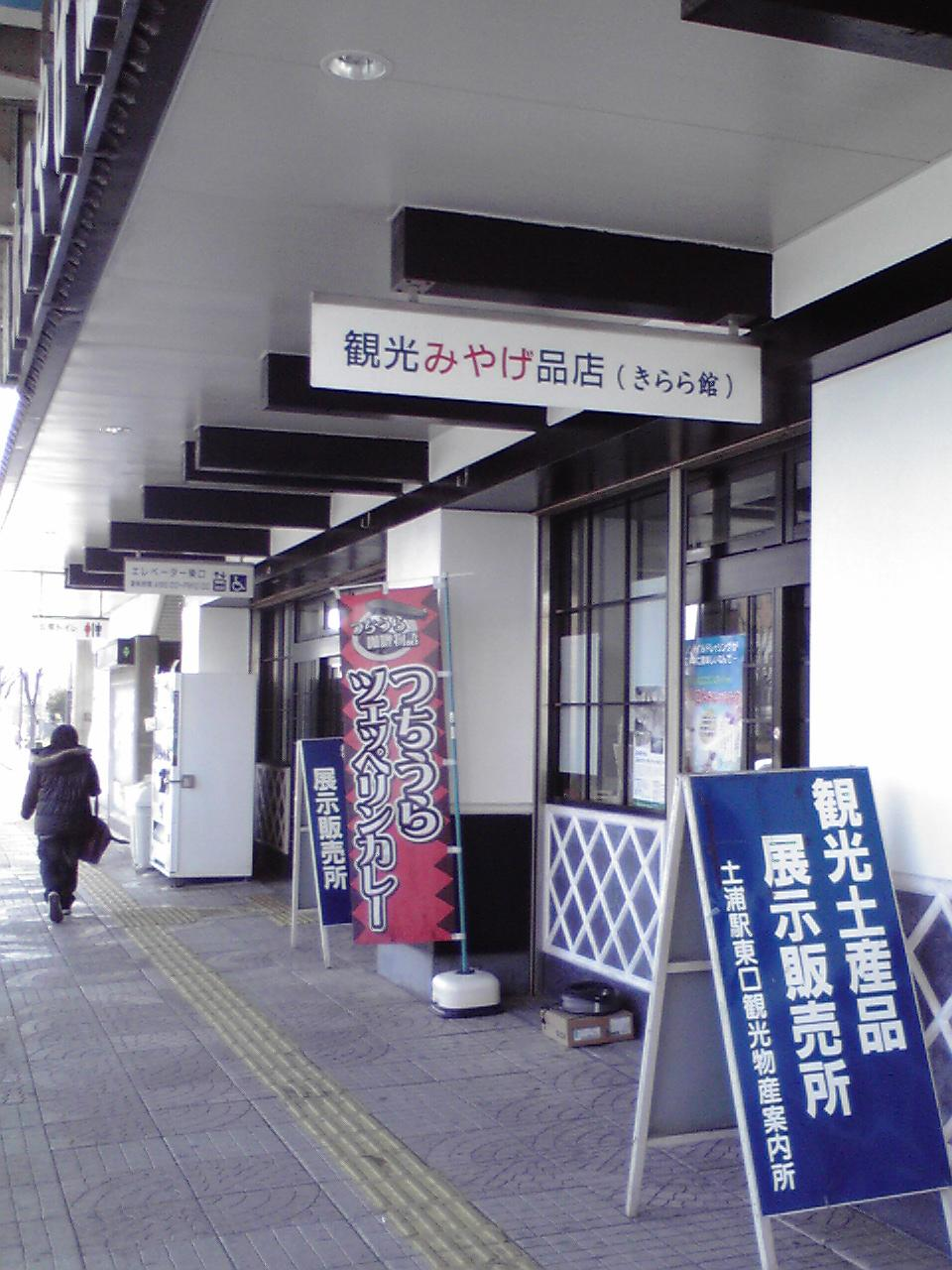
土产店

## 使用情况
根據JR東日本，2018年度（平成29年度）1日平均上車人次為16,124人。
近年的推移如下表。
| 上車人次推移       | 上車人次推移     | 上車人次推移    |
| 年度               | 1日平均 上車人次 | 來源            |
| ------------------ | ---------------- | --------------- |
| 2000年（平成12年） | 21,507           | [ 利用客数 1 ]  |
| 2001年（平成13年） | 20,691           | [ 利用客数 2 ]  |
| 2002年（平成14年） | 20,207           | [ 利用客数 3 ]  |
| 2003年（平成15年） | 19,644           | [ 利用客数 4 ]  |
| 2004年（平成16年） | 19,477           | [ 利用客数 5 ]  |
| 2005年（平成17年） | 18,574           | [ 利用客数 6 ]  |
| 2006年（平成18年） | 17,796           | [ 利用客数 7 ]  |
| 2007年（平成19年） | 17,524           | [ 利用客数 8 ]  |
| 2008年（平成20年） | 17,277           | [ 利用客数 9 ]  |
| 2009年（平成21年） | 17,053           | [ 利用客数 10 ] |
| 2010年（平成22年） | 16,497           | [ 利用客数 11 ] |
| 2011年（平成23年） | 16,055           | [ 利用客数 12 ] |
| 2012年（平成24年） | 16,233           | [ 利用客数 13 ] |
| 2013年（平成25年） | 16,236           | [ 利用客数 14 ] |
| 2014年（平成26年） | 15,928           | [ 利用客数 15 ] |
| 2015年（平成27年） | 16,223           | [ 利用客数 16 ] |
| 2016年（平成28年） | 16,057           | [ 利用客数 17 ] |
| 2017年（平成29年） | 16,004           | [ 利用客数 18 ] |
| 2018年（平成30年） | 16,124           | [ 利用客数 19 ] |

## 相鄰車站
東日本旅客鐵道（JR東日本）
■常磐线 
特急列车“常陸（早晚部分列车停靠）、常磐”停车站
■特别快速（到取手站前各站停车）
荒川沖－土浦
■普通
荒川沖－土浦－神立

### 使用情况
1. ↑  . 東日本旅客鉄道.   [2019-03-07]. （原始内容存档于2007-10-28）.
2. ↑  . 東日本旅客鉄道.   [2019-03-07]. （原始内容存档于2019-03-22）.
3. ↑  . 東日本旅客鉄道.   [2019-03-07]. （原始内容存档于2019-03-22）.
4. ↑  . 東日本旅客鉄道.   [2019-03-07]. （原始内容存档于2019-03-22）.
5. ↑  . 東日本旅客鉄道.   [2019-03-07]. （原始内容存档于2019-03-22）.
6. ↑  . 東日本旅客鉄道.   [2019-03-07]. （原始内容存档于2006-06-16）.
7. ↑  . 東日本旅客鉄道.   [2019-03-07]. （原始内容存档于2019-03-22）.
8. ↑  . 東日本旅客鉄道.   [2019-03-07]. （原始内容存档于2019-03-22）.
9. ↑  . 東日本旅客鉄道.   [2019-03-07]. （原始内容存档于2014-10-06）.
10. ↑  . 東日本旅客鉄道.   [2019-03-07]. （原始内容存档于2019-03-22）.
11. ↑  . 東日本旅客鉄道.   [2019-03-07]. （原始内容存档于2011-07-10）.
12. ↑  . 東日本旅客鉄道.   [2019-03-07]. （原始内容存档于2018-07-07）.
13. ↑  . 東日本旅客鉄道.   [2019-03-07]. （原始内容存档于2019-03-22）.
14. ↑  . 東日本旅客鉄道.   [2019-03-07]. （原始内容存档于2016-01-06）.
15. ↑  . 東日本旅客鉄道.   [2019-03-07]. （原始内容存档于2018-03-16）.
16. ↑  . 東日本旅客鉄道.   [2019-03-07]. （原始内容存档于2018-01-13）.
17. ↑  . 東日本旅客鉄道.   [2019-03-07]. （原始内容存档于2018-11-06）.
18. ↑  . 東日本旅客鉄道.   [2019-07-07]. （原始内容存档于2018-11-15）.
19. ↑  . 東日本旅客鉄道.   [2019-07-08]. （原始内容存档于2019-07-05）.

## 外部連結
- 車站資訊（土浦）：東日本旅客鐵道